# Cilene (satélite)
Cilene (grego: Κυλλήνη) ou Jupiter XLVIII  é um satélite natural de Júpiter. Foi descoberto por um time de astrônomos da Universidade do Havaí liderados por Scott S. Sheppard em 2003, e recebeu a designação temporária de S/2003 J 13
Cilene tem aproximadamente 2 Km de diâmetro, e orbita Júpiter a uma média de 23.396 Mm em 731,099 dias, a uma inclinação de 140° em relação à eclíptica (140° em relação ao equador de Júpiter), num movimento retrógrado irregular e com uma excentricidade orbital de 0,4116.
Foi nomeado em março de 2005 em homenagem a Cilene, uma náiade (ninfa dos rios) ou oréade (ninfa das montanhas) associada ao ao Monte Kyllini (Monte Cilene), na Grécia. A ninfa era filha de Zeus (Júpiter).
Pertence ao grupo Pasife, cujas luas irregulares e retrógradas orbitam Júpiter a distâncias que variam entre 22,8 e 24,1 Gm, com inclinações variando de 144,5° e 158,3°